# Casa Heinrich Schütz
La Casa Heinrich Schütz (in tedesco: Heinrich-Schütz-Haus) è un sito culturale a Weißenfels, in Sassonia-Anhalt, Germania. Il compositore Heinrich Schütz (1585–1672) visse qui durante i suoi ultimi anni; la casa è ora un museo sulla sua vita e le sue opere.

## Storia

### Schütz a Weißenfels
Schütz visse a Weißenfels dal 1590, all'età di sei anni, quando la famiglia si trasferì qui da Köstritz, luogo di nascita del compositore. Suo padre Christoph Schütz prese una delle locande della città. Maurizio d'Assia-Kassel, che pernottò nella locanda nel 1599, scoprì il talento musicale di Heinrich e si offrì di farlo istruire; Heinrich si trasferì alla corte del langravio a Kassel, dove fu un ragazzo del coro. In seguito, durante la sua carriera di compositore, Schütz visse principalmente a Dresda.
La casa in Nikolaistraße fu costruita nel 1552. Schütz acquistò la casa nel 1651, per il suo pensionamento, e vi abitò dal 1657, con la sorella vedova Justina Thörmer. Si trasferì a Dresda nel 1672, e lì morì più tardi quell'anno.

### La casa
Il museo, fondato nel 1985, è amministrato dalla città di Weißenfels.
La casa è stata restaurata dal 2010 al 2012. Al piano terra e al piano superiore si trova una mostra permanente sulla vita e le opere di Schütz. Nella soffitta si trova la restaurata Komponierstube (stanza di composizione), dove compose le sue ultime opere. Nella stanza si trovano due frammenti di musica manoscritta di Schütz che sono stati scoperti nell'edificio.
Il personale del museo svolge ricerche su Schütz e sulla vita musicale di Weißenfels, che danno luogo a pubblicazioni, mostre ed eventi. Nel 2006 la casa è stata inserita nell'elenco dei beni culturali nel Blaubuch (Libro blu) del Governo federale della Germania.